# Arrêté du gouverneur général du 13 juillet 1904 transférant à Luvungi les conseils de guerre du Kivu et d'Uvira
 (mai 2023).
La mise en forme du texte ne suit pas les recommandations de Wikipédia : il faut le « wikifier ».
Les points d'amélioration suivants sont les cas les plus fréquents. Le détail des points à revoir est peut-être précisé sur la page de discussion.
- Les titres sont pré-formatés par le logiciel. Ils ne sont ni en capitales, ni en gras.
- Le texte ne doit pas être écrit en capitales (les noms de famille non plus), ni en gras, ni en italique, ni en « petit »…
- Le gras n'est utilisé que pour surligner le titre de l'article dans l'introduction, une seule fois.
- L'italique est rarement utilisé : mots en langue étrangère, titres d'œuvres, noms de bateaux, etc.
- Les citations ne sont pas en italique mais en corps de texte normal. Elles sont entourées par des guillemets français : « et ».
- Les listes à puces sont à éviter, des paragraphes rédigés étant largement préférés. Les tableaux sont à réserver à la présentation de données structurées (résultats, etc.).
- Les appels de note de bas de page (petits chiffres en exposant, introduits par l'outil «  Source ») sont à placer entre la fin de phrase et le point final[comme ça].
- Les liens internes (vers d'autres articles de Wikipédia) sont à choisir avec parcimonie. Créez des liens vers des articles approfondissant le sujet. Les termes génériques sans rapport avec le sujet sont à éviter, ainsi que les répétitions de liens vers un même terme.
- Les liens externes sont à placer uniquement dans une section « Liens externes », à la fin de l'article. Ces liens sont à choisir avec parcimonie suivant les règles définies. Si un lien sert de source à l'article, son insertion dans le texte est à faire par les notes de bas de page.
- La présentation des références doit suivre les conventions bibliographiques. Il est recommandé d'utiliser les modèles {{Ouvrage}}, {{Chapitre}}, {{Article}}, {{Lien web}} et/ou {{Bibliographie}}. Le mode d'édition visuel peut mettre en forme automatiquement les références.
- Insérer une infobox (cadre d'informations à droite) n'est pas obligatoire pour parachever la mise en page.

Pour une aide détaillée, merci de consulter Aide:Wikification.
Si vous pensez que ces points ont été résolus, vous pouvez retirer ce bandeau et améliorer la mise en forme d'un autre article.
L'arrêté du gouverneur général du 13 juillet 1904, qui a transféré les conseils de guerre du Kivu et d'Uvira à Luvungi, est un document historique important qui reflète les politiques coloniales en Afrique centrale au début du  XXe siècle. Ce transfert de juridiction a eu des conséquences significatives pour les populations locales, notamment en ce qui concerne l'application de la justice coloniale et la gestion des conflits. Cette décision a également eu des répercussions sur les relations entre les différents groupes ethniques de la région, ainsi que sur l'interaction entre les autorités coloniales et les dirigeants traditionnels locaux. L'arrêté du gouverneur général du 13 juillet 1904 est donc un sujet important pour l'histoire de l'Afrique centrale et pour comprendre les dynamiques coloniales qui ont façonné la région.

## Contexte historico-politique

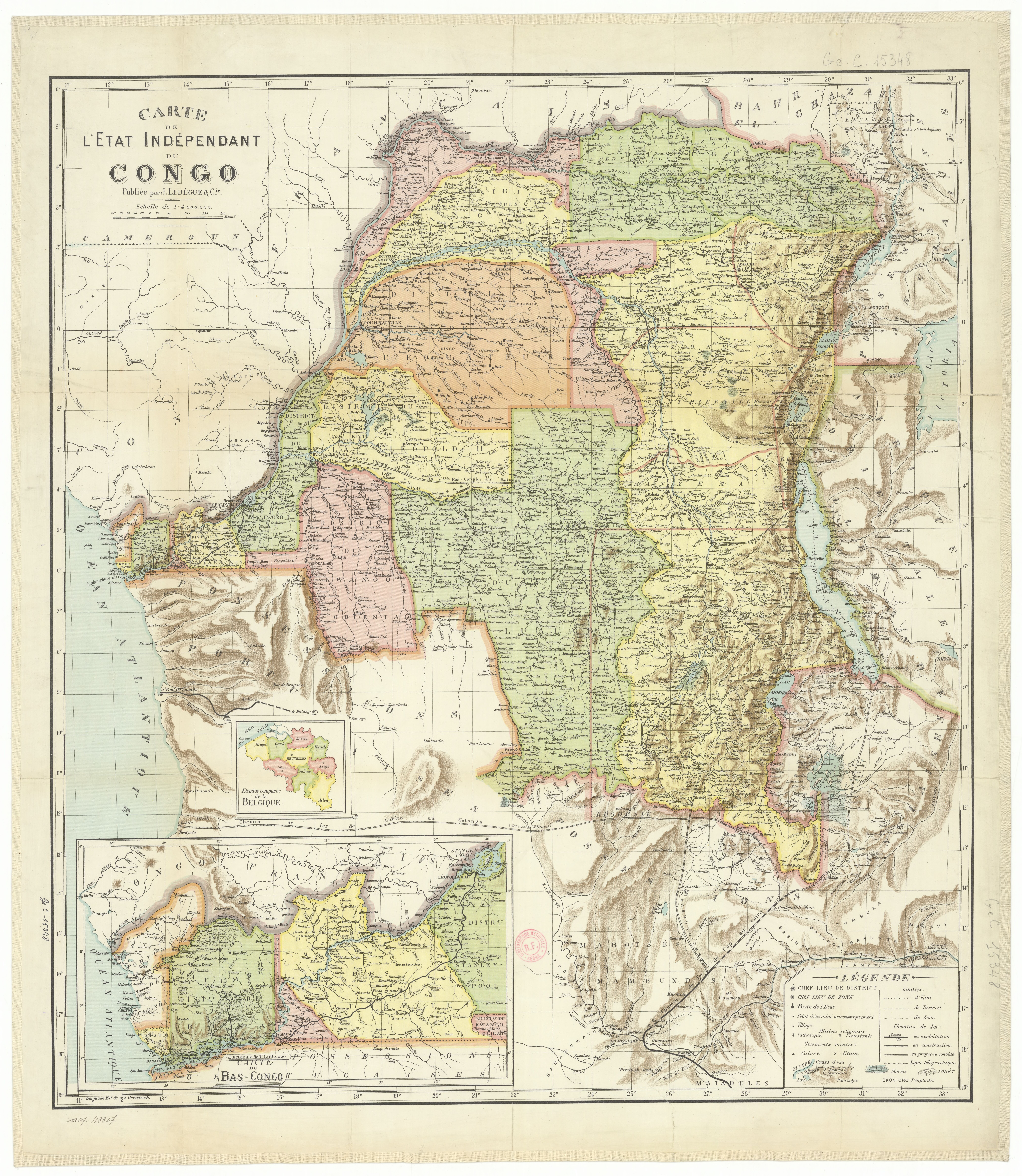
Carte de l'Etat Indépendant du Congo (1894)

### Contexte colonial
Au cours du XIXe siècle, les puissances coloniales européennes ont commencé à explorer et à occuper l'Afrique subsaharienne. La Conférence de Berlin de 1884-1885 a établi les règles pour le partage du continent entre les puissances européennes, sans la participation ni le consentement des populations locales.
Le territoire qui est aujourd'hui connu sous le nom de République Démocratique du Congo est alors largement inexploré. Contrairement à de nombreuses puissances européennes, la Belgique ne possède pas de colonie. Léopold II, son souverain, est désireux de se lancer dans l'entreprise coloniale, mais il n'est pas soutenu par le monde socio-politique belge. Il décide alors de créer l'Association Internationale du Congo (A.I.C.), au travers de laquelle il conclut une convention avec l'Allemagne en 1884. Cette convention délimite les frontières de l'A.I.C., la nouvelle propriété personnelle du Roi des Belges. En 1885, elle prend le nom d'Etat Indépendant du Congo (E.I.C.). Léopold II y est souverain et y règne seul.
Les Belges qui s'y trouvent sont principalement des fonctionnaires publics qui y sont envoyés par le Roi.

### Conflit autour du territoire de la Ruzizi-Kivu
La Ruzizi -Kivu est un territoire qui se trouve à l'Ouest du Congo actuel, à la frontière avec le Rwanda. C'est un endroit stratégique car on y trouve le fleuve de la rivière de la Ruzisi qui relie le lac Kivu et le lac Tanganyika,. C'est aussi une circonscription administrative de l'E.I.C à partir de 1899. Son chef-lieu est Uvira.
Le 1er août 1885, l'E.I.C. émet une déclaration de neutralité à laquelle est jointe une carte délimitant ses frontières de manière peu précise,. Cette carte englobe en fait plusieurs territoires qui se trouvent en dehors des limites de ce qui lui avait été conféré l'année précédente par les allemands. La région de la Ruzizi est notamment "annexée".  
Les forces allemandes s'en rapprochent. Le territoire est contesté entre l'E.IC. et l'Afrique Orientale Allemande qui se le disputent. Le 23 novembre 1899, l'accord provisoire Hecq-Beth, du nom des personnes qui l'ont conclu, semble stabiliser la situation. Elle prévoit qu'"en territoire contesté, les deux gouvernements pouvaient créer des postes en nombre égal et de force égale, mais l’exercice du droit de souveraineté était laissé aux autorités allemandes".
Le Roi Léopold II ordonne alors le renforcement militaire de la Ruzizi-Kivu. Charles-Ernest Tombeur est désigné comme commandant supérieur de la région pour superviser les opérations. L'E.I.C. et l'A.O.C. ne désirent pas laisser ce territoire stratégique au main de l'adversaire et l'E.I.C y déploie une force militaire importante.

### Conseils de guerre
Les conseils de guerre étaient des tribunaux militaires établis par les puissances coloniales pour juger les crimes commis par les soldats locaux et les membres des groupes armés. Ces tribunaux ont été créés dans le but de maintenir l'ordre et la stabilité dans les colonies. Les conseils de guerre étaient souvent critiqués pour leur manque de transparence et pour le fait qu'ils étaient souvent utilisés pour réprimer les mouvements de résistance contre la colonisation. En effet, les puissances coloniales avaient recours aux conseils de guerre pour réprimer les mouvements de résistance et les soulèvements populaires. Les tribunaux militaires étaient souvent utilisés pour juger et punir les opposants politiques, les chefs religieux et les chefs traditionnels qui s'opposaient à la colonisation. Les Africains étaient souvent accusés de crimes tels que la rébellion, la trahison, la sorcellerie et la mutilation de corps. En raison de leur nature militaire, les conseils de guerre avaient un pouvoir absolu et étaient en mesure de prononcer des peines de mort. Les verdicts étaient souvent rendus sans preuves suffisantes, et les accusés n'avaient souvent pas accès à une défense adéquate. Les conseils de guerre ont ainsi contribué à la création d'un climat de terreur et de violence dans les colonies.

## Ce que prévoit l’arrêté
L’arrêté du 13 juillet 1904 déplace les conseils de guerre du Kivu et d’Uvira à Luvungi et Uvira (article 1). Luvungi est une ville établie sur le cours de la Ruzizi. Elle se trouve entre les villes de Kivu et d’Uvira.
Il modifie également le ressort de ces deux juridictions militaires : tout le territoire de la Ruzizi-Kivu est du ressort du conseil de guerre de Luvungi, sauf les territoires dépendant des postes d’Uvira, de Baraka et de Kalembelembe (situées au Sud d’Uvira) qui resteront du ressort du conseil de guerre d’Uvira.
Le personnel reste le même (article 3).
En 1904, l’ensemble des territoires contestés ont été placés sous l’autorité du commandement de Charles Tombeur de Tabora à Luvungi. La ville de Luvungi étant à mi-chemin entre Kivu et Uvira, elle se trouve dans une position centrale par rapport aux territoires contestés. Dès lors, pour l’E.I.C. et le commandement spécial qui s’y trouvait, Luvungi consiste en un emplacement stratégique qui leur permettra d’assurer une meilleure surveillance des territoires contestés et une réaction plus rapide en cas d’attaque allemande. En effet, “une colonne mobile forte de trois compagnies” se situait à Luvungi afin de pouvoir “intervenir en un ou autre point menacé”. On peut dès lors supposer que le déplacement du conseil de guerre du Kivu et d'une partie de la compétence du conseil d'Uvira à Luvungi a été opéré afin qu'il se trouve au même endroit que le commandement militaire, afin de renforcer le contrôle belge sur la région et de maintenir l'ordre.

## Acteurs mentionnés dans l’arrêté
Paul Costermans est celui qui, en tant que Vice-Gouverneur général, a signé l’arrêté. Du 23 avril au 12 septembre 1903, il est envoyé au Ruzizi-Kivu pour organiser l’occupation des territoires contestés. Il est ensuite nommé Vice-Gouverneur de l’EIC par Léopold II le 20 novembre 1903. Il a occupé cette fonction jusqu’au 9 mars 1905, jour de sa mort.

## Aspect juridique de l’arrêté
L'arrêté du gouverneur général du 13 juillet 1904, relatif au transfert des conseils de guerre du Kivu et d'Uvira à Luvungi, revêt un intérêt particulier sur le plan juridique. Cet arrêté témoigne de la volonté de l'autorité coloniale de restructurer l'organisation judiciaire dans cette région, en établissant un nouveau centre décisionnel pour les affaires militaires.
Sur le plan formel, cet arrêté est un acte administratif émis par l'autorité coloniale, à savoir le gouverneur général. En tant qu'acte administratif, il possède une valeur juridique contraignante pour les parties concernées.
De manière générale, un tel transfert des conseils de guerre d'une région à une autre reflète souvent la nécessité de centraliser l'administration de la justice militaire dans un lieu plus approprié. Cela peut être motivé par des considérations stratégiques, logistiques ou même politiques.
Le transfert des conseils de guerre implique également des implications procédurales et substantielles. Sur le plan procédural, cela peut entraîner des changements dans la composition des tribunaux militaires, les règles de compétence territoriale et les procédures applicables. Ces éléments sont essentiels pour garantir un fonctionnement efficace et équitable des conseils de guerre.
Sur le plan substantiel, cet arrêté peut également influencer le droit applicable aux affaires militaires dans la région concernée. Les conseils de guerre sont généralement soumis à des lois et règlements spécifiques, distincts du droit civil ordinaire. Le transfert des conseils de guerre à Luvungi pourrait donc entraîner des modifications quant aux normes juridiques applicables et aux garanties procédurales accordées aux personnes poursuivies devant ces tribunaux.

## Evolution de l’arrêté & fin du conflit
À partir du moment où le Roi Léopold Ier devient le souverain de l’Etat Indépendant du Congo jusqu’au début de la première guerre mondiale, la situation du Congo se caractérise par son instabilité. La manière dont les autorités belges organisent le pouvoir judiciaire traduit cette instabilité. L’arrêté du 13 juillet 1904 est en ce sens un énième arrêté pris par les autorités en vue d’adapter l’organisation de l’E.I.C à la situation militaire, politique et aux découvertes territoriales progressives.
Il est modifié pour la première fois par l’arrêté royal du 28 février 1906 qui désigna les conseils de guerre des territoires de la Ruzizi-Kivu comme étant le conseil de guerre établi au chef-lieu de la zone d’Uvira et le conseil de guerre établi au chef-lieu de la zone de la Rutshuru-Beni. Le conseil de guerre de Luvungi est donc remplacé par les conseils de guerre d’Uvira et de Rutshuru-Beni qui sont respectivement compétents pour ces deux zones.
Les conseils de guerre subsistent jusqu'à la fin du Congo belge.
En ce qui concerne le conflit autour du territoire de la Ruzizi-Kivu, cadre dans lequel l’arrêté du 13 juillet 1904 a été pris, ce dernier prend fin à la suite de la conclusion du protocole du 4 mai 1910 entre l'Allemagne, l'Angleterre et la Belgique. Par après, ces trois pays ont tracé la frontière orientale. Cette frontière est aujourd’hui la frontière entre la république démocratique du Congo et le Rwanda ainsi que la frontière entre le Burundi et la république démocratique du Congo.